# 7 Pułk Artylerii Haubic
7 pułk artylerii haubic - pułk artylerii polskiej ludowego Wojska Polskiego.
Sformowany w rejonie Sum rozkazem dowódcy 1 Armii Polskiej w ZSRR nr 001 z 1 kwietnia 1944. Przysięgę żołnierze pułku złożyli w listopadzie 1944 w Sumach.

## Dowódca
- ppłk Piotr Dąbrowski

## Skład etatowy
- Dowództwo i sztab
- pluton topograficzny
- 1 dywizjon artylerii haubic
  - trzy baterie artylerii haubic
- 2 dywizjon artylerii haubic
  - dwie baterie artylerii haubic
- park artyleryjski

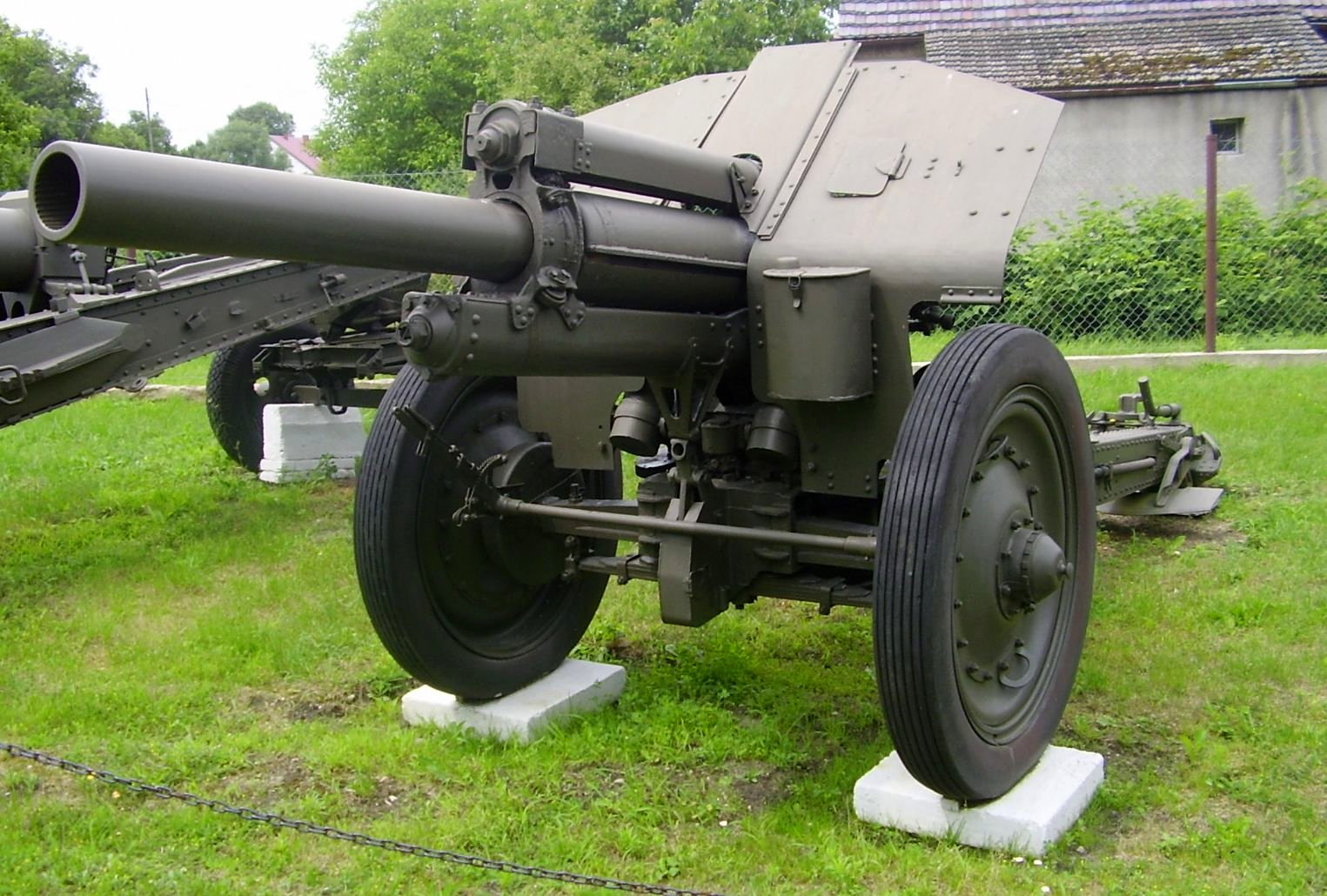
122 mm haubica wz. 1938 (M–30)

żołnierzy – 653  (oficerów – 70, podoficerów – 186, szeregowców – 397)
sprzęt:
- 122 mm haubice – 20
- rusznice przeciwpancerne – 20
- samochody – 53
- ciągniki – 25

## Działania bojowe
Pułk wchodził w skład 2 Brygady Artylerii Haubic.
Na Wale Pomorskim walczył pod Borujskiem, Wierzchowem i Żabinem.
W Kołobrzegu wspierał 9 pułk piechoty. Nad Odrą przyczynił się do przełamania obrony niemieckiej na linii toru kolejowego pod Wriezen, Altmadewitz. Uczestniczył także w szturmie Berlina, podczas którego jako pierwszy pułk 2 BAH 27 kwietnia rozpoczynał walkę. W czasie walk torował drogę oddziałom radzieckim szturmującym punkty oporu w rejonie Goebbels Platz i na północ od Siemens Platz. 28 kwietnia wspierał oddziały 12 korpusu pancernego podczas walk o stację metra Sophien-Charlotten Platz. 4 bateria, w której dowódcą 2 plutonu był chor. Stanisław Kostecki, zniszczyła wkopane w ziemię czołgi, zaś 5 bateria rozbiła domy, w których znajdowały się gniazda ogniowe wroga i po kilkugodzinnej walce radzieccy i polscy żołnierze zdobyli stację metra. 29 kwietnia pułk wspierał atakującą wzdłuż Kaiser Friedrich Strasse 66 brygadę pancerną, a 1 maja wspierał natarcie oddziałów 1 DP im. T. Kościuszki na politechnikę. 
Szlak bojowy zakończył 8 maja pod Klessen, 30 km od Łaby.
|  |  |  |  |  |

|  |  |  |